# Pandy (Wales)
Pandy is een klein dorp in Powys, Wales.